# フランソワ・コティ

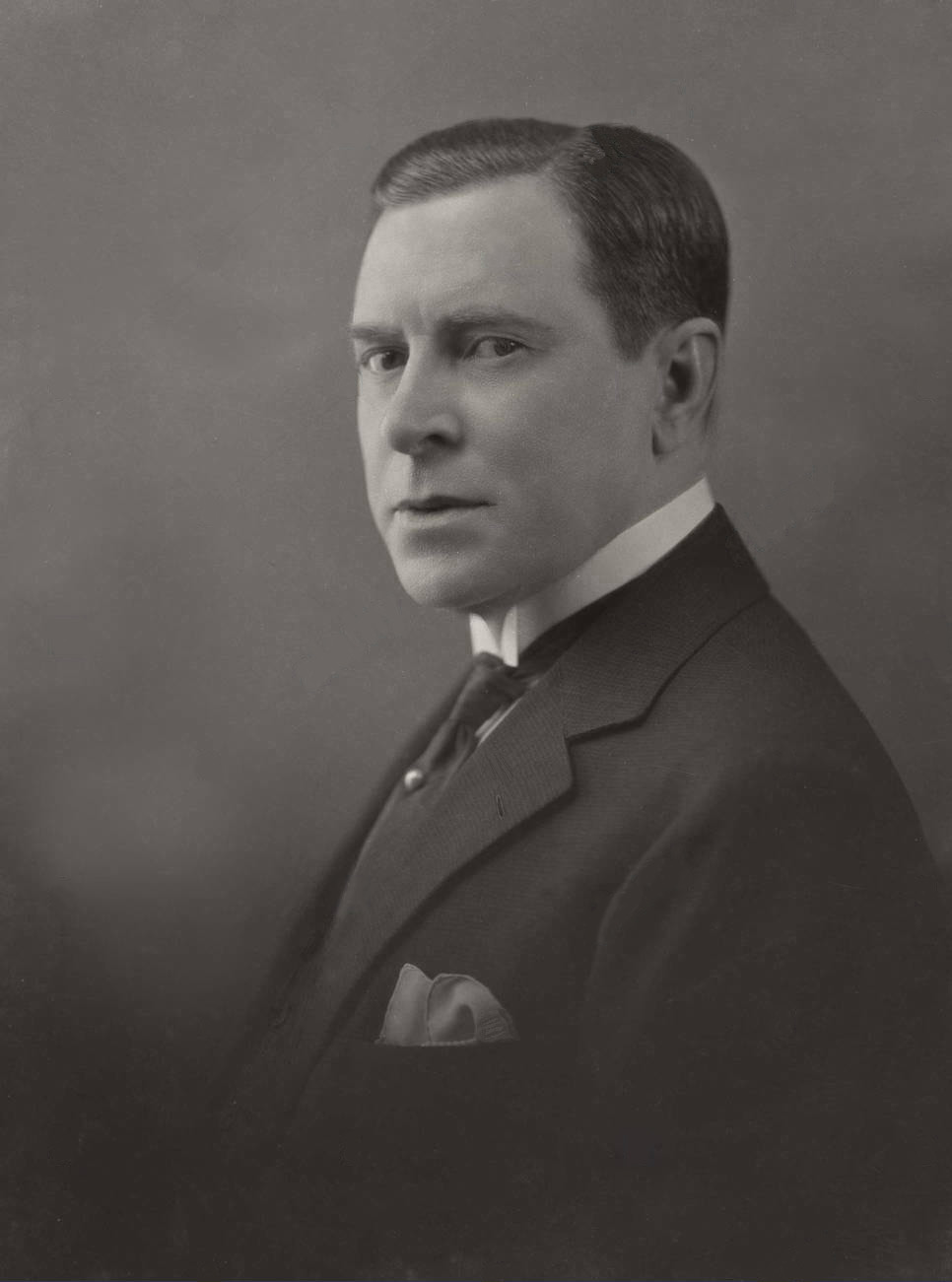
フランソワ・コティ

フランソワ・コティ（François Coty, 1874年5月3日 - 1934年7月25日）は、フランスの香水商・実業家・富豪である。

## 生涯

### 生い立ち
コルシカ島のアジャクシオで父・ジャン＝バティスト・スポトゥルノと、母・マリー＝アドルフィーヌ・フランソワーズ・コティの子として生まれた。出生名はジョセフ・マリー・フランソワ・スポトゥルノ（Joseph Marie François Spoturno）。彼はイザベル・ボナパルト（ナポレオン・ボナパルトの叔母）の末裔であった。幼くして両親と死別し、曾祖母、祖母に育てられた。
数年間の兵役を経て、のちに同じくコルシカ島生まれのエマニュエル・アレーヌと出会う。政治家を目指していたエマニュエルはコティを自身の秘書として雇い、1900年にパリへと進出する。時期を同じくして、コティはアレキサンダラン男爵の娘、イヴォンヌ・ル・バロンと結婚する。

### 香水ビジネスへの参入
パリでエマニュエルの右腕として活躍する傍ら、友人の薬剤師を通じて、香水の知識と調香を学び、自らの母の旧姓に由来してコティ社を創立。化学者のレイモン・コレリーの助力を得て、フランスでも香水のメッカとして名高かったグラース産の香水の製造・販売を始めると共に、1904年には最初の香水となる「ローズ・ジャックミノー」を発売する。
また香水をこれまでの素っ気のない瓶ではなく、アール・ヌーヴォーの宝飾家、ルネ・ラリックがデザインしたガラス瓶に詰めて売り出すなど、マーケターとしての先見性をも兼ね備えていたことで、コティ社の香水は、瞬く間に人気を博し、コティは巨万の富を得ることになる。その後も1906年には「ジャスミン・ド・コルス」、1909年には「ロリガン」などを発売し、ラリックのボトルデザインによる香水は人気を博してゆく。また1908年にはコティ社はシュレンヌに本社を構え、9000人の従業員を抱えるまでに成長していた。やがて第一次世界大戦にアメリカ軍兵士が多数フランスに上陸したことで、終戦後コティ社の香水はアメリカにまで、市場を拡大することとなる。

### 新聞社買収～政治・言論への進出
香水の成功で得た資金を元に、1922年に保守系の新聞として有名だった『フィガロ』を買収。第一次世界大戦後、フランスを席巻していたナショナリズム・反共産主義・反ドイツ論調を前面に押し出した。これと前後して、コティは1926年に通貨を安定させるべく、基金を設立し、時の首相だったレイモン・ポアンカレに働きかけて、1億フランを無利息で貸し付けているが、コティの政治的主張は、時の内閣の他の大臣・議員らから疑問視され、基金の中心人物に座ることは出来ずに基金から追放される。
また1928年には、労働者向けの大衆紙として、『人民の友』(L'Ami du peuple) を創刊。安価な購読料と右翼的主張に加えて反ユダヤ主義・ファシズムを扇情的に鼓舞し、世界大恐慌やスタヴィスキー事件で第三共和政への失望が広まる中で多くの部数を売り上げた。さらにアクション・フランセーズやクロア・ド・フー、フェソー党などフランスの主だった右翼団体に資金援助を行い、自らも1933年に上院議員選挙に打って出て当選を果たしている（直後に選挙違反で失格）。その後自らフランス連帯団を組織、スタヴィスキー事件による共和制打倒を目指す動きに加わるなどした。
1931年には故郷コルシカ島のアジャクシオ市の市長に就任する。

## 結婚生活と晩年
コティは先のイヴォンヌと結婚し、ローランとクリスティアーヌの2人の子をもうけた。しかし毎晩のように多数の愛人に囲まれて生活しており、愛人たちの間にも子供がいた。コティの香水販売が成功し、拡大してゆく一方、イヴォンヌとの関係は年々冷え切って行った。
その一方でコティは1906年にブローニュの森の近くにあるロンシャン城を買い取り、自身の開発した香水、ビン、包装と広告を設計する研究所として投資を続けるなど、香水で得た売り上げ金を湯水のように使った。
両者は1929年に離婚。コティが3度にわたる分割払いにおいて、イヴォンヌに対し数百万フランもの慰謝料を支払うことで、離婚和解は規定したが、コティは1931年の最後の支払いを履行しなかったため、イヴォンヌは離婚裁判所へ訴えた。これが認められると、コティの財産を大部分を差し押さえると共に、コティ社の経営権ならびに先出の2紙の新聞社の経営権の所有を認めた。
1934年、コティは肺炎を患い、ルーヴシエンヌの自宅で死去する。なお彼が設立したコティ社は、先の妻、イヴォンヌが「コティ家の人間がもう興味を示していない」との理由により、1963年にニューヨークに本社を置くファイザーへと売却された。その後コティ社の本社機能も長年置かれていたシュレンヌからニューヨークに移っている。